# Sân bay La Môle – Saint-Tropez
Sân bay La Môle – Saint-Tropez (tiếng Pháp: Aéroport de La Môle – Saint-Tropez) (IATA: LTT, ICAO: LFTZ) là một sân bay nằm ở La Môle, 15 km về phía tây nam của Saint-Tropez trong tỉnh Var thuộc vùng Provence-Alpes-Côte d'Azur của Pháp. Sân bay có đường băng bằng asphalt dài 1180 mét. Tại thời điểm tháng 8 năm 2010, chỉ có hãng Baboo phục vụ ở sân bay này với các chuyến bay mùa hè theo mùa đến Geneva , với thỏa thuận chia chuyến với Air France, ba chuyến một tuần.

## Hãng hàng không và tuyến bay
| Hãng hàng không | Các điểm đến                |
| --------------- | --------------------------- |
| Darwin Airline  | Theo mùa: Geneva, Lugano    |
| Flybe           | Theo mùa Birmingham, Exeter |